# Crack (revista)
Crack es una revista mensual independiente de música y cultura distribuida por toda Europa.
Fundada en Bristol en el Reino Unido en 2009, la revista ha presentado a Björk, MF DOOM, Lil Yachty, FKA Twigs, Gorillaz y Queens of the Stone Age en la portada. El mismo equipo, todavía con sede en Bristol, también está involucrado en la curaduría del Simple Things Festival allí.

## Historia
Crack fue fundada en 2009 por el diseñador gráfico Jake Applebee y el licenciado en periodismo Thomas Frost.
En 2012, consiguieron la primera entrevista de una revista de música independiente con Flying Lotus antes de su cuarto álbum de estudio Until the Quiet Comes.
En 2015, la revista lanzó una edición en Berlín. En 2017 lanzaron una edición en Amsterdam.
En mayo de 2019, lanzaron su número 100 con el líder de Radiohead, Thom Yorke.